# Renan Fernandes Garcia
Renan Fernandes Garcia (Batatais, 19 de Junho de 1986) é um futebolista brasileiro. Se destacou no Clube Atlético Mineiro.
Atualmente, joga pelo Comercial.

## Títulos
Atlético MG
- Taça Classico dos 200 anos: 2008